# Autopenna

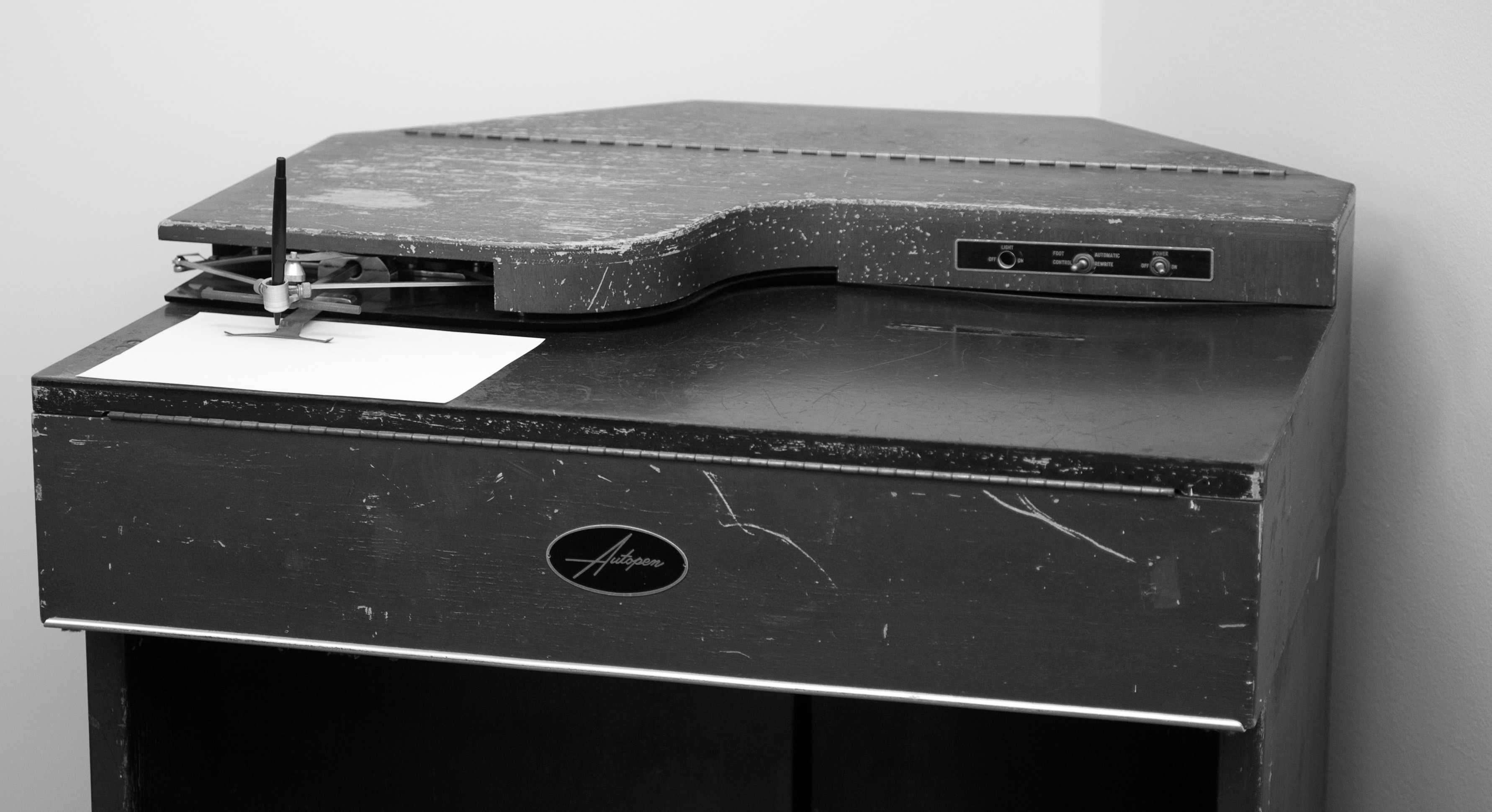
Autopenna modello 50

L'autopenna (o macchina da riproduzione firma) è un dispositivo in grado di riprodurre una firma.

## Storia
Inventato da John Isaac Hawkins, è stato utilizzato dai presidenti Thomas Jefferson e Harry S. Truman e dal Segretario alla Difesa degli Stati Uniti d'America Donald Rumsfeld. Il 27 maggio 2011 Barack Obama ha firmato una proroga dal PATRIOT Act tramite autopenna mentre si trovava a Deauville, in Francia.